# ماكس روز
ماكس روز هو فيلم من نوع دراما وكوميديا أُصدر في 2013. الفيلم من إخراج Daniel Noah ‏.

## القصة
تقع أحداث الفيلم في لوس أنجلوس.

## طاقم التمثيل
- رانس هوارد
- كلير بلوم
- إيلينا دوجلاس
- جيري لويس
- مورت سال
- دين ستوكويل
- كيفين بولك
- فريد ويلارد
- كيري بيشي

## الإنتاج
موسيقى الفيلم التصويرية كانت من تأليف ميشيل ليغراند.

## وصلات خارجية
- ماكس روز على موقع IMDb (الإنجليزية)
- ماكس روز على موقع ميتاكريتيك (الإنجليزية)
- ماكس روز على موقع روتن توميتوز (الإنجليزية)
- ماكس روز على موقع نتفليكس (الإنجليزية)
- ماكس روز على موقع ألو سيني (الفرنسية)
- ماكس روز على موقع قاعدة بيانات الفيلم (الإنجليزية)
- ماكس روز على موقع ليتربوكسد (الإنجليزية)
- ماكس روز على موقع كينوبويسك (الروسية)